# Blågumpad smaragd
Blågumpad smaragd (Saucerottia hoffmanni) är en fågel i familjen kolibrier.

## Utseende
Blågumpad smaragd är en rätt liten och mörk kolibri med rak, medellång näbb. Kroppen är grön och stjärten är mörkblå. Kopparfärgad övergump och avsaknad av rostrött i vingen skiljer den från liknande arter. Könen är lika.

## Utbredning och systematik
Hoffmannsmaragd förekommer i Centralamerika från västra Nicaragua till centrala Costa Rica. Tidigare behandlades den som underart till stålblåbukig smaragd.

### Släktestillhörighet
Arten placeras traditionellt i släktet Amazilia, men genetiska studier visar att arterna i släktet inte står varandra närmast. Den har därför flyttats till släktet Saucerottia.

## Levnadssätt
Blågumpad smaragd hittas i skogsbryn, buskig ungskog och trädgårdar. Där ses den vanligen födosöka enstaka vid blommor.

## Status
IUCN erkänner den ännu inte som art, varför dess hotstatus inte bedömts.